# デヴィッド・コンデ

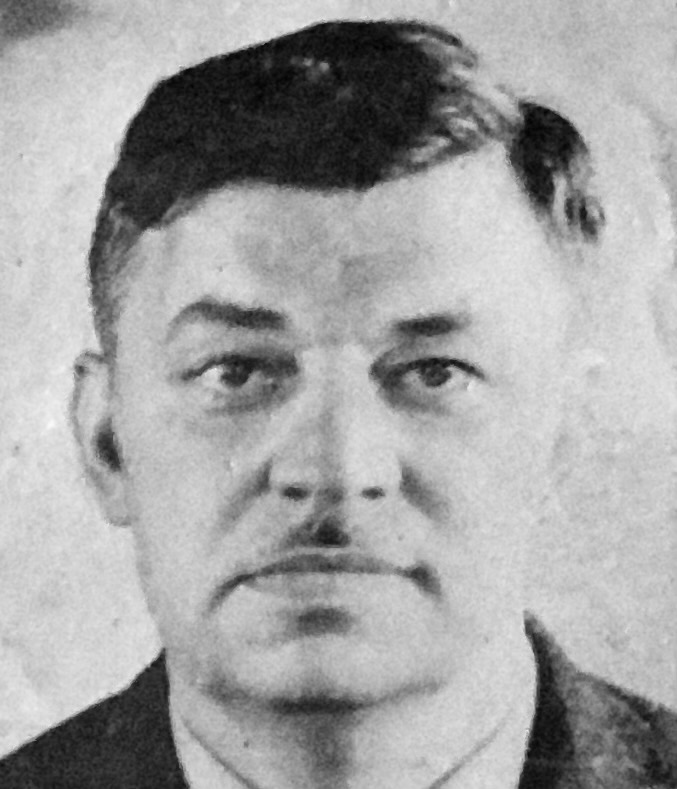

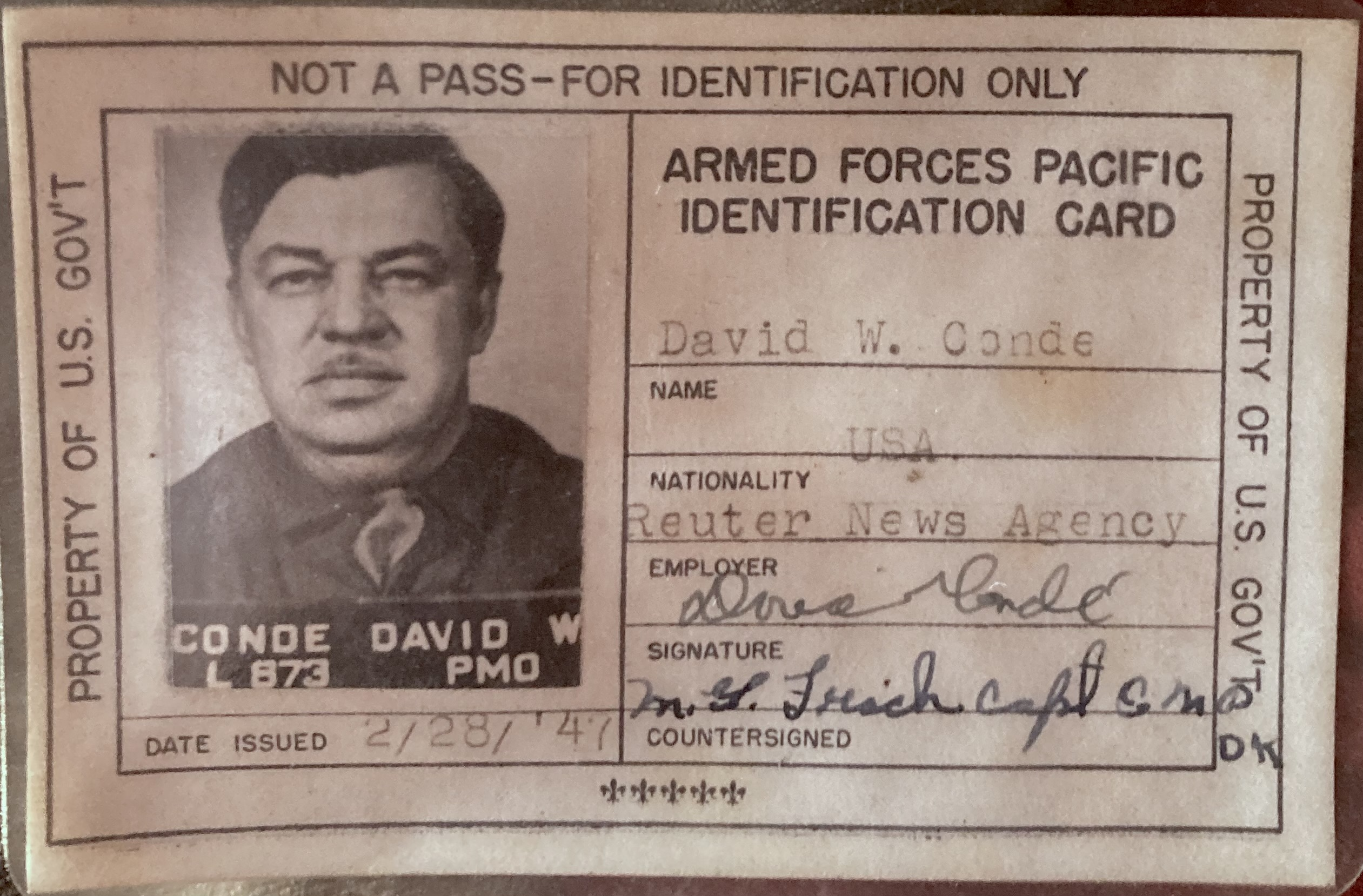
アメリカ政府による身分証（1947年）

デヴィッド・コンデ （David W. Conde, 1906年 - 1981年）は、アメリカ人の進駐軍の軍属、フリーランスジャーナリスト。D・W・W・コンデ、D.W.コンデ、D.コンデとも表記される。
カナダのオンタリオ州に生まれ、1932年にアメリカに帰化した。1945年10月から1946年7月まで軍属として民間情報教育局映画演劇課長になり、日本の映画会社に軍国主義的・国家主義的・封建主義的な内容の映画を製作することを禁じた。労働組合の結成を奨励し、戦後最大の争議といわれる東宝争議の原因を作った。1946年〜47年にロイターのジャーナリストとして極東国際軍事裁判を報じた。1947年「無許可の滞日」を理由に連合国軍最高司令官総司令部からビザを否定されて、国外退去となる。コンデはこれをGHQの非難による処罰と考えていた。

## 来日の経緯
コンデは高等教育を受けずに独学で日本問題を研究し、専門家となった。第二次大戦中は米軍の軍属としてマッカーサーの元で戦時情報局心理戦部（PWB）に従事、日本軍向けの心理戦としてリーフレット作成や新聞・ラジオ報道を行った。1945年9月占領下の日本で情報将校ボナー・フェラーズの部下として情報心理戦の普及効果に関わり、翌10月にGHQの民間情報教育局に赴任した。

## 著作とその批判
1990年代に平野共余子の調査で、アメリカ共産党員であったことが明らかになっている。1964年以降たびたび日本を訪れ、主に『世界』や『朝日ジャーナル』などの雑誌や機関誌『月刊社会党』に寄稿し、日本語訳で『現代朝鮮史』『CIA黒書』『アメリカの夢は終った』などの時事評論を出版。著作は韓国（ハングル）でも出版された。当然英文草稿はあるが、アメリカ本国での出版はない。1960年代に著作活動したコンデは在日米国人記者でも特異な存在で、アメリカの政策批判やCIAの暗躍、米国多国籍企業の内幕を暴く報道が多く見られた。
日本では、自らの経歴をジャーナリストと語っていたが、日本以外でジャーナリストの経験はまったくなく、アメリカではデパートのセールスマンをしていた。　
金学俊（ソウル大学教授）や重村智計によると、コンデは著書『朝鮮戦争の歴史』で、朝鮮戦争は韓国による北朝鮮侵略という「北侵説」を主張して、共産主義・社会主義の北朝鮮を支持する或いはシンパシーを持つ日本及び韓国の左翼・革新研究者の韓国による北朝鮮侵略説の最大の根拠となったが 、信夫清三郎が刊行時にコンデの誤りを詳細に批判した。

## 映画の検閲
1945年11月、コンデは「民主主義映画の製作を促進」するため十三項目にわたる製作禁止条項を発表。日本映画は企画、脚本段階で事前検閲を受け、審査で認可を受けたのち製作を開始するようになり、岩崎昶、亀井文夫ら左派映画人と協同し映画の民主化を進めた。これにより時代劇は著しく制限されて、歌舞伎の演目にも規制が掛かった。一方で検閲当局は日本人の生活習慣に無知だったため、キスシーンを描いた接吻映画が氾濫した。
- 製作禁止条項

1. 軍国主義を鼓吹するもの
2. 仇討に関するもの
3. 国家主義的なもの
4. 愛国主義的乃至排外的なもの
5. 歴史の事実を歪曲するもの
6. 人種的又は宗教的差別を是認したもの
7. 封建的忠誠心または生命の軽視を好ましきことまたは名誉あることとしたもの
8. 直接間接を問わず自殺を是認したもの
9. 婦人に対する圧制または婦人の堕落を取扱ったりこれを是認したもの
10. 残忍非道暴行を謳歌したもの
11. 民主主義に反するもの
12. 児童搾取を是認したもの
13. ポツダム宣言または連合国総司令部の指令に反するもの

## 映画『日本の悲劇』の上映禁止と更迭
1946年8月、コンデはGHQの労働課長セオドア・コーエンと共に映画『日本の悲劇』（監督 岩崎昶）を企画した。この作品は戦前・戦中のニュース映画を亀井文夫が編集して再構成したものだが、その内容はモンタージュ理論を駆使して天皇の戦争責任を追及するものだった。GHQは占領政策の遂行に天皇制の存続が必要と考えていたため内部で問題になり、『日本の悲劇』は上映が禁止される。コンデは責任者として参謀第2部 (G2) 部長チャールズ・ウィロビーの取り調べを受け、映画課長の職を追われるに至る。
1969年、社会評論家の松浦総三は、著書『占領下の言論弾圧』でコンデ退陣の背景に、民間情報教育局（CIE）と民間検閲局（CCD）の間に日本の占領政策をめぐる対立があったという見方を示した。映画脚本の事前検閲を行ったCIEにはコンデを筆頭に急進的なニューディール主義者が多く、上映許可を出すCCDには保守的な軍人が多かった。コンデの追放はGHQがレッドパージに向かう転換点だったと解説した。

## 著書
- アメリカの夢は終った 小原敬士訳 岩波新書 青版 1965 NDLJP:2980289
- インドネシアの変貌 : 反革命の構造 弘文堂 1966 NDLJP:2978660
- アジアの枢軸 : アメリカ―日本 (青木現代選書) 青木書店 1966 NDLJP:2993056
- アメリカは何をしたか1 上下 岡倉古志郎監訳 解放朝鮮の歴史 太平出版社 1967 NDLJP:2994488。
  - ―2 朝鮮戦争の歴史 上下 陸井三郎監訳 太平出版社 1967-68
  - ―3 分裂朝鮮の歴史 上下 内山敏監訳 太平出版社 1970 NDLJP:12173182
 改装「現代朝鮮史」全3巻 1971-72、新版1993ほか
- 絶望のアメリカ 徳間書店 1967 NDLJP:2980297
- CIA黒書 労働旬報社 1968 NDLJP:9545724
- 朝鮮：新しい危機の内幕 岡倉古志郎監訳 新時代社 1969 NDLJP:12173047
- アメリカはどこへゆく 岡倉古志郎監訳 (解放新書) 汐文社 1969 NDLJP:11926100